# Michael Huth
Michael Huth (* 2. září 1969, Drážďany) je bývalý německý krasobruslař a nyní krasobruslařský trenér.
Bruslit začal v pěti letech a v Drážďanech, v Saská Kamenici se pod vedením trenérky Jutty Műller věnoval singlovému, ale i párovému bruslení. Jako člen klubu Dresdner SC získal v roce 1988 titul mistra NDR a je zařazen do olympijského týmu. Na ME v Praze téhož roku vybruslil 17. místo a na ZOH v Calgary obsadil 23. místo. Po skončení své krasobruslařské kariéry se věnoval studiu na různých německých univerzitách. V současné době působí jako trenér v Oberstdorfu.

## Svěřenci
- Carolina Kostner - Mistryně Evropy 2007 a 2008
- Tomáš Verner - Mistr Evropy 2008
- Kristin Wieczorek - Mistryně Německa 2007

- Susanne Stadlmüller - Mistryně Německa 2000 a 2001
- Silvio Smalun - Mistr Německa 2001 a 2003
- Sydne Vogel a Evelyn Großmann